# Provincia di Aksaray
La provincia di Aksaray è una delle province della Turchia.

## Distretti

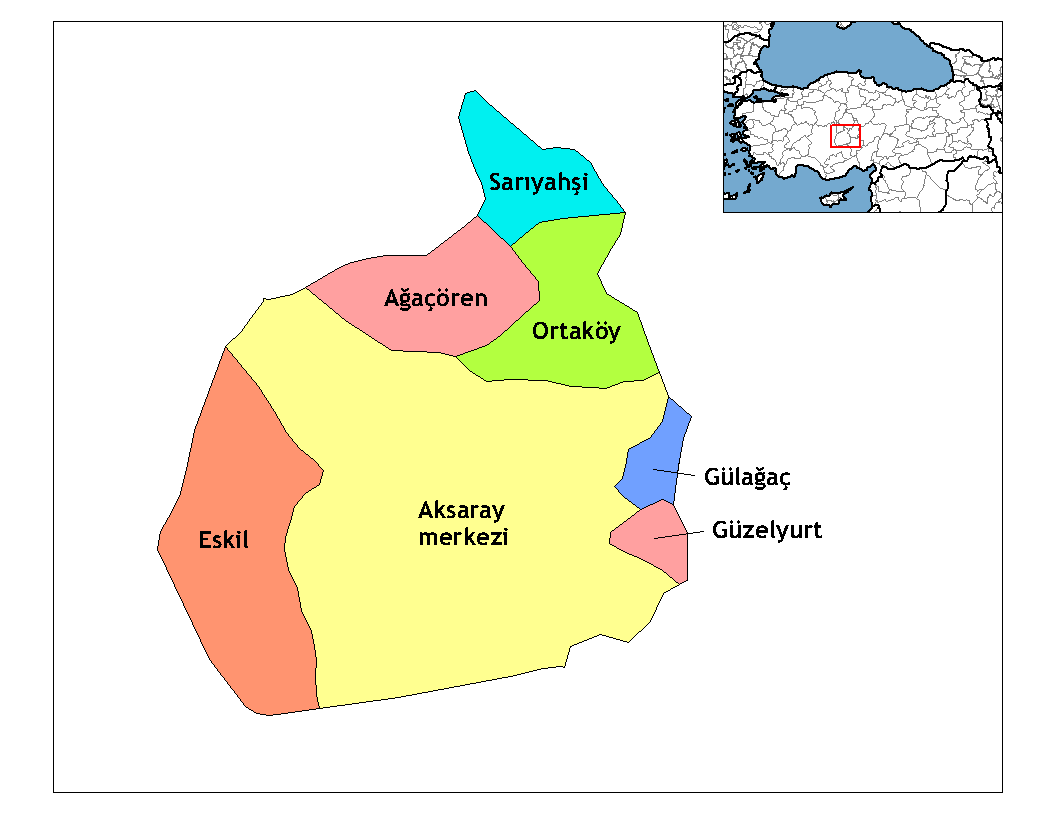
Distretti della provincia di Aksaray

La provincia è divisa in 7 distretti: 	
- Ağaçören
- Aksaray
- Eskil
- Gülağaç
- Güzelyurt
- Ortaköy
- Sarıyahşi